# فرانسیسکو اسپیلدورا
فرانسیسکو اسپیلدورا (انگلیسی: Francisco Espíldora؛ زادهٔ ۲۲ اکتبر ۱۹۴۸) بازیکن فوتبال اهل اسپانیا است.
از باشگاه‌هایی که در آن بازی کرده‌است می‌توان به باشگاه فوتبال ویارئال اشاره کرد.
وی همچنین در تیم ملی فوتبال اسپانیا بازی کرده‌است.